# Gitana liliuokalaniae
Gitana liliuokalaniae är en kräftdjursart som beskrevs av J. L. Barnard 1970. Gitana liliuokalaniae ingår i släktet Gitana och familjen Amphilochidae. Inga underarter finns listade i Catalogue of Life.